# Distrito electoral federal 5 de Tabasco
El Distrito Electoral Federal 5 de Tabasco es uno de los 300 distritos electorales uninominales en los que se encuentra dividido el territorio de México, que a su vez conforman 5 circunscripciones plurinominales; y uno de los 6 distritos electorales federales en los que se divide el estado de Tabasco.
A través de cada distrito electoral uninominal se elige, cada 3 años, una diputada o un diputado por el principio de Mayoría Relativa para integrar la Cámara de Diputados, que junto con el Senado forman el Congreso de la Unión.

## Distritación actual
El Distrito Electoral 5 de Tabasco se localiza en la zona occidente del estado, en la llamada subregión de la Chontalpa y está integrado por los municipios de Centla, Jalpa de Méndez, Nacajuca y Paraíso . Su cabecera es la ciudad de Paraíso, Tabasco.

## Diputados por el distrito
| Diputado                           | Partido por el que fue electo (a)                                                                               | Grupo Parlamentario                  | Legislatura       | Periodo                                        | Cabecera Distrital |
| ---------------------------------- | --- | ------------------------------------ | ----------------- | ---------------------------------------------- | ------------------ |
| Hernán Rabelo Wade                 | Partido Revolucionario Institucional                                                                            | Partido Revolucionario Institucional | LI Legislatura    | 1 de septiembre de 1979 - 31 de agosto de 1982 |                    |
| Griselda García Serra              | Partido Revolucionario Institucional                                                                            | Partido Revolucionario Institucional | LII Legislatura   | 1 de septiembre de 1982 - 31 de agosto de 1985 |                    |
| Óscar Llergo Heredia               | Partido Revolucionario Institucional                                                                            | Partido Revolucionario Institucional | LIII Legislatura  | 1 de septiembre de 1985 - 31 de agosto de 1988 |                    |
| Fredi Chable Torrano               | Partido Revolucionario Institucional                                                                            | Partido Revolucionario Institucional | LIV Legislatura   | 1 de septiembre de 1988 - 31 de agosto de 1991 |                    |
| Gladys Esther Guadalupe Cano Conde | Partido Revolucionario Institucional                                                                            | Partido Revolucionario Institucional | LV Legislatura    | 1 de septiembre de 1991 - 31 de agosto de 1994 |                    |
| Óscar Cantón Zetina                | Partido Revolucionario Institucional                                                                            | Partido Revolucionario Institucional | LVI Legislatura   | 1 de septiembre de 1994 - 31 de agosto de 1997 |                    |
| Víctor Manuel López Cruz           | Partido Revolucionario Institucional                                                                            | Partido Revolucionario Institucional | LVII Legislatura  | 1 de septiembre de 1997 - 31 de agosto de 2000 |                    |
| Feliciano Calzada Padrón           | Partido Revolucionario Institucional                                                                            | Partido Revolucionario Institucional | LVIII Legislatura | 1 de septiembre de 2000 - 31 de agosto de 2003 |                    |
| Carlos Manuel Rovirosa Rodríguez   | Partido Revolucionario Institucional                                                                            | Partido Revolucionario Institucional | LIX Legislatura   | 1 de septiembre de 2003 - 31 de agosto de 2006 | Comalcalco         |
| Silvestre Álvarez Ramón            | Coalición por el Bien de Todos Partido de la Revolución Democrática Partido del Trabajo Movimiento Ciudadano    | Partido de la Revolución Democrática | LX Legislatura    | 1 de septiembre de 2006 - 31 de agosto de 2009 | Paraíso            |
| Nicolás Carlos Bellizia Aboaf      | Partido Revolucionario Institucional                                                                            | Partido Revolucionario Institucional | LXI Legislatura   | 1 de septiembre de 2009 - 31 de agosto de 2012 | Paraíso            |
| Marcos Rosendo Medina Filigrana    | Coalición Movimiento Progresista Partido de la Revolución Democrática Partido del Trabajo Movimiento Ciudadano  | Partido de la Revolución Democrática | LXII Legislatura  | 1 de septiembre de 2012 - 31 de agosto de 2015 | Paraíso            |
| Araceli Madrigal Sánchez           | Coalición de Izquierda Progresista Partido de la Revolución Democrática Partido del Trabajo                     | Partido de la Revolución Democrática | LXIII Legislatura | 1 de septiembre de 2015 - 31 de agosto de 2018 | Paraíso            |
| Laura Patricia Ávalos Magaña       | Coalición Juntos Haremos Historia Movimiento Regeneración Nacional Partido del Trabajo Partido Encuentro Social | Movimiento Regeneración Nacional     | LXIV Legislatura  | 1 de septiembre de 2018 - 31 de agosto de 2021 | Paraíso            |
| Janicie Contreras García           | Movimiento Regeneración Nacional                                                                                | Movimiento Regeneración Nacional     | LXV Legislatura   | 1 de septiembre de 2021 - 31 de agosto de 2024 | Paraíso            |

## Resultado Electorales

### Elecciones federales de 2021
|  | 8.76 % |

|  | 5.16 % |

|  | 3.98 % |

|  | 51.70 % |

|  | 2.46 % |

|  | 5.10 % |

|  | 5.78 % |

|  | 13.59 % |

|  | 0.07 % |

|  | 3.03 % |

|  | 100.0 % |

### Elecciones federales de 2018
|  | 8.95 % |

|  | 5.07 % |

|  | 0.98 % |

|  | 12.28 % |

|  | 69.08 % |

|  | 0.01 % |

|  | 3.60 % |

|  | 100.0 % |

### Elecciones federales de 2015
|  | 13.23 % |

|  | 24.61 % |

|  | 26.77 % |

|  | 16.68 % |

|  | 2.66 % |

|  | 1.45 % |

|  | 8.53 % |

|  | 0.71 % |

|  | 1.23 % |

|  | 0.03 % |

|  | 4.04 % |

|  | 100.0 % |

### Elecciones federales de 2012
|  | 8.52 % |

|  | 35.53 % |

|  | 51.32 % |

|  | 1.36 % |

|  | 0.02 % |

|  | 3.24 % |

|  | 100.0 % |

### Elecciones federales de 2009
|  | 5.77 % |

|  | 42.68 % |

|  | 39.18 % |

|  | 4.60 % |

|  | 2.26 % |

|  | 0.46 % |

|  | 1.58 % |

|  | 0.02 % |

|  | 3.44 % |

|  | 100.0 % |

### Elecciones federales de 2006
|  | 2.98 % |

|  | 41.17 % |

|  | 50.82 % |

|  | 2.35 % |

|  | 0.52 % |

|  | 0.11 % |

|  | 2.00 % |

|  | 100.0 % |